# Saulė (divinità)
Saulė (in lituano Saulė; in lettone Saule) è la divinità solare che veniva venerata sia nella mitologia lituana che in quella lettone. La parola Saulė/Saule nelle lingue lituana e lettone è anche il nome convenzionale del Sole e ha origine dal proto-baltico * Sauliā > * Saulē.

## Rappresentazione
Saulė era una delle divinità più potenti, dea della vita e della fertilità, del calore e della salute: salvaguardava inoltre i meno fortunati, in particolare gli orfani. I termini lituani e lettoni che stanno per "mondo" (pasaulis e pasaule) sono traducibili letteralmente come "[ciò che sta] sotto il sole".
Saulė viene menzionata in una delle prime fonti scritte relative alla mitologia lituana. Secondo la traduzione slava della cronaca di Giovanni Malalas (1261), un gracile fabbro di nome Teliavelis realizzò il Sole e lo lanciò verso il cielo. Il missionario Girolamo da Praga (1369 circa-1440) trascorse tre anni tentando di cristianizzare la Lituania e in seguito raccontò un mito riguardante il ratto di Saulė. Trattenuta in una torre da un potente re, venne salvata dallo zodiaco, il quale scacciò il suo avversario impiegando un martello gigante. Girolamo giurava di aver visto di persona quell'arma, un oggetto venerato dalla gente del posto.

## Famiglia

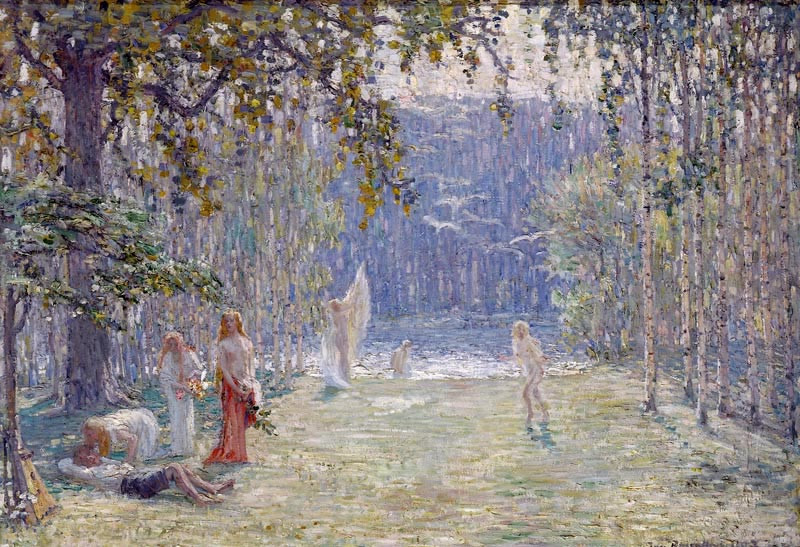
Tela del pittore lettone Janis Rozentāls del 1912 circa raffigurante le figlie di Saule (Saules meitas)

Saulė e Mėnuo/Mēness (la Luna) erano moglie e marito. Mėnuo si innamorò di Aušrinė (la stella del mattino o Venere). Per via della sua infedeltà, Perkūnas (dio del tuono) punì Mėnuo, ma esistono diversi resoconti della punizione. In una versione, per vendetta, Perkūnas tagliava in due il suo rivale con una spada. Secondo un'altra narrazione, quella riportata più spesso, Mėnulis tradiva il Sole con Aušrinė (la stella del mattino) subito dopo il matrimonio e Perkūnas lo perseguitò per questo: tuttavia, la stella del mattino perseverava nell'adulterio e veniva nuovamente punita ogni mese. In altre versioni, è proprio per il litigio tra i due coniugi che il Sole splende di giorno e la Luna di notte. Sebbene divorziati, entrambi continuano a mostrarsi al mondo tutti i giorni per vedere la loro figlia, Žemyna (la Terra).
In altri miti, Aušrinė è raffigurata come figlia e serva di Saulė. Aušrinė accendeva il fuoco per Saulė e la preparava per un altro giorno di viaggio attraverso il cielo, compiuto alla guida di un carro. Era Vakarinė (la stella della sera) ad occuparsi delle faccende domestiche a dover rifare il letto a Saulė. Nella mitologia lituana, il Sole era madre di altri pianeti: Indraja (Giove), Sėlija (Saturno), Žiezdrė (Marte), Vaivora (Mercurio).

## Celebrazioni
La festa di Saulė si teneva durante il solstizio d'estate. Il Rasos lituano (convertito nella festa di San Giovanni dal cristianesimo) e il Līgo lettone (trasformato in Jāņi) coincidevano con solenni celebrazioni durante le quali si procedeva alla creazione di ghirlande, alla ricerca del fiore magico della felce (secondo la leggenda, esso renderebbe invisibili e immuni dal male), a accendere grandi falò per danzarci intorno e intonare canti dedicati allo spirito del fuoco e al sole, il quale sorgeva verso le 4 del mattino successivo. Il solstizio d'inverno veniva invece celebrato come il ritorno di Saulė: il cristianesimo assorbì il lituano Kūčios e il lettone Ziemassvētki nel Natale. Altre ricorrenze simili si tenevano nei giorni antecedenti all'equinozio.